# Jomala församling

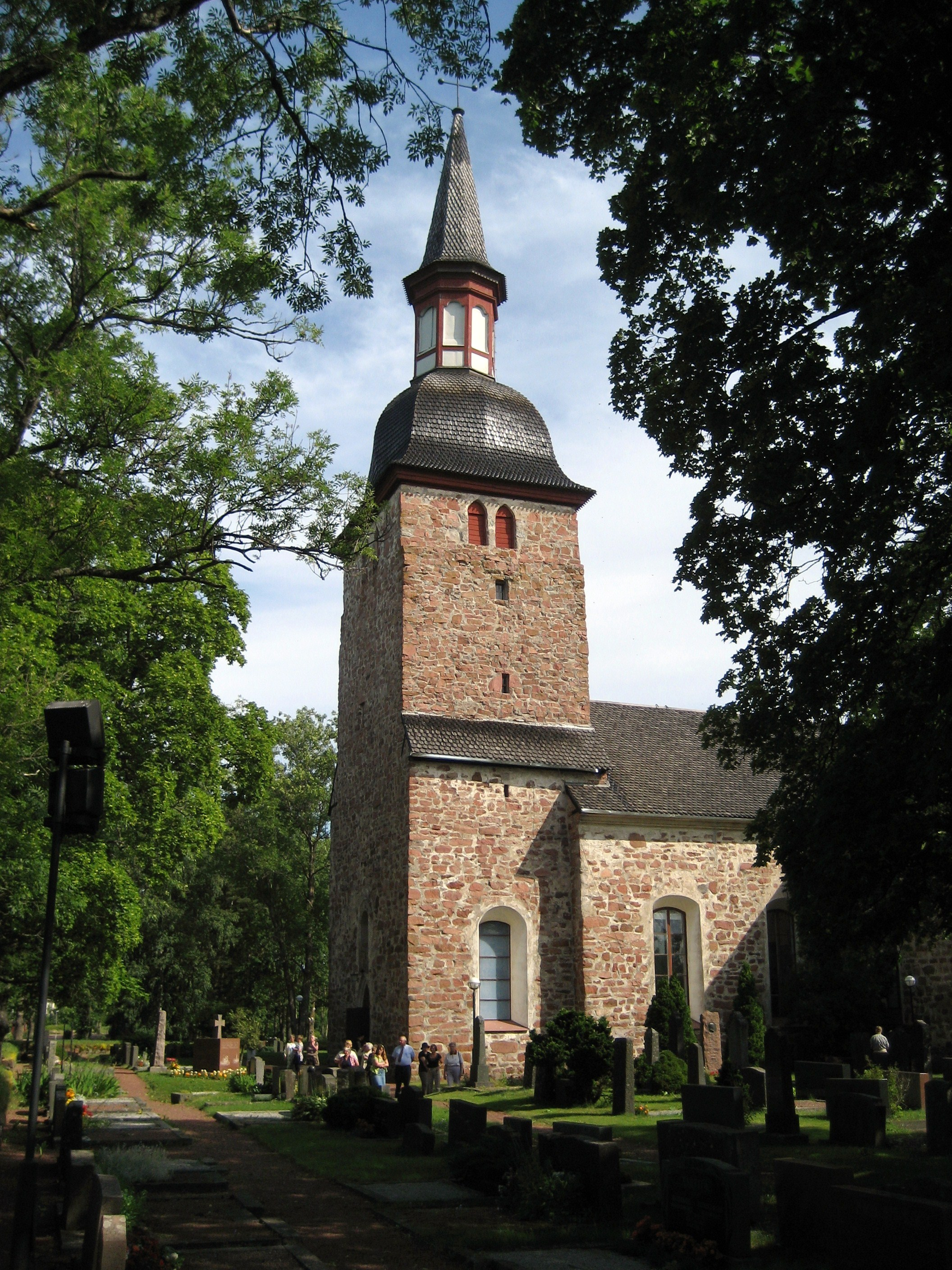
Jomala kyrka

Jomala församling är en församling i Ålands prosteri inom Borgå stift i Evangelisk-lutherska kyrkan i Finland. Till församlingen hör 3 782 kyrkomedlemmar (08/2018) bosatta i Jomala kommun.
Församlingens hemkyrka är Jomala kyrka från 1200-talet. Jomala kyrksocken härstammar senast från 1200-talet. Socknen nämns första gången 1351.
Tf. kyrkoherde i församlingen är Stefan Äng.

## Klockare
| Ämbetstid | Namn                 | Levnadstid | Övrigt   |
| --------- | -------------------- | ---------- | -------- |
| 1766-1770 | Carl Weckman         | 1733-      | Klockare |
| 1771-1782 | Carl Fredric Weckman | 1760-      | Klockare |
| 1844      | Eric Fogelström      |            | Klockare |
| 1861      | Johan August Sundbom |            | Klockare |